# ウー・ソオ

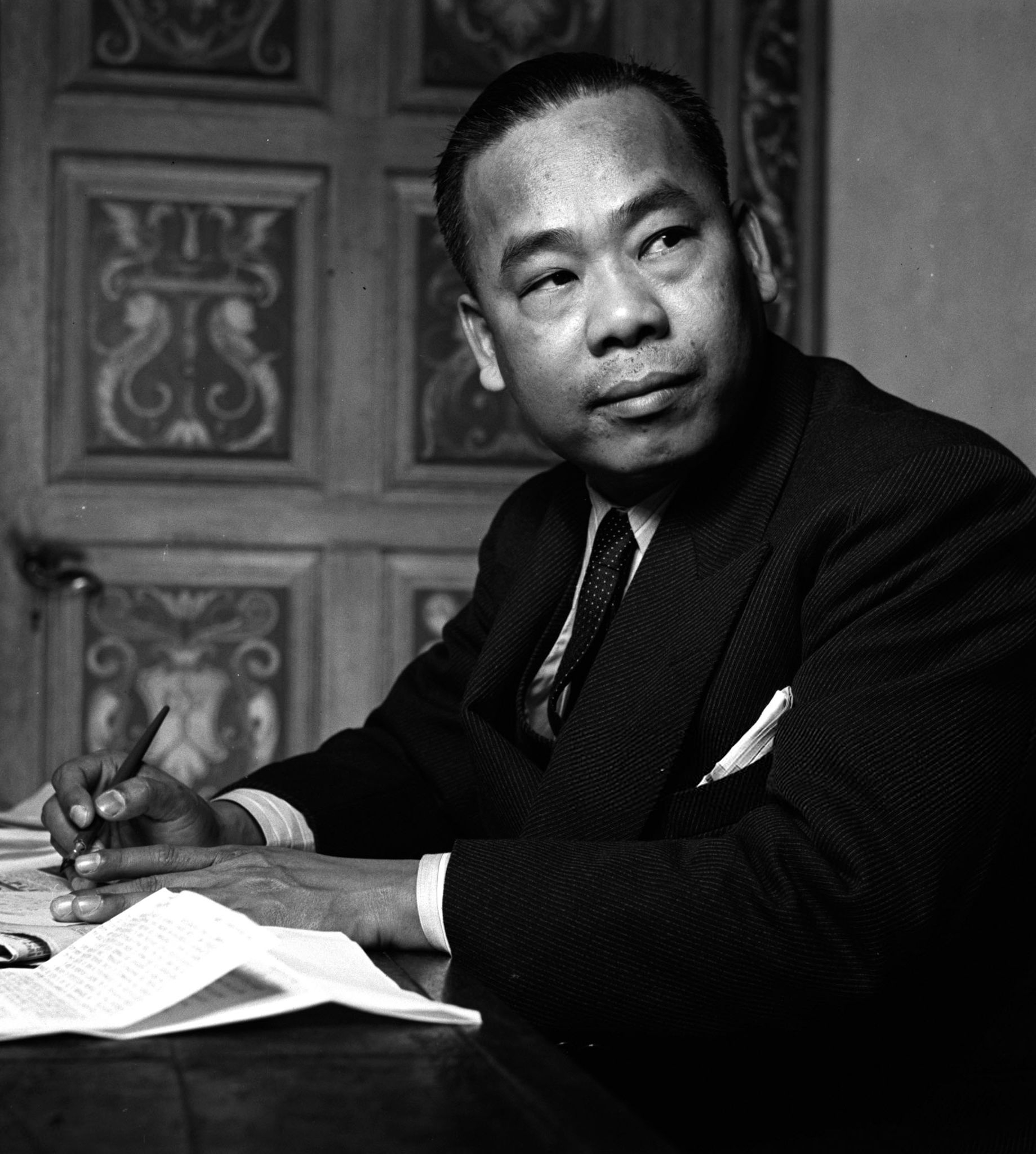
ウー・ソオ（1941年）

ウー・ソオ（ラテン文字転写：U Saw, ウーソーとも、1900年 - 1948年5月8日）は、ビルマ（現ミャンマー）の政治家。
ビルマ人は一般的に姓を持たない。ウーは男性敬称であり、ウ・タントやウー・ヌらも同様である。

## 生涯・人物
当時イギリスの植民地だったビルマの裕福な地主の家庭に生まれた。中学校を7年生で中退したが、過不足ない程度に英語能力を身につけた。ビルマ字新聞「トゥーリヤ」紙の編集者となり、実家の資力を利用して株式を取得し経営者となった。
1920年代末にイギリス領インドビルマ州の立法参事会（植民地議会）の議員となり、当時の主流派であったビルマ人団体総評議会（GCBA）に所属する。1938年には独立して愛国党を結成し、トゥーリヤ紙の編集主幹としても政治的影響力を拡大させた。
1935年に日本を訪問し、政財界や軍と接触を図り、訪問記『日本案内』を出版している。
1939年、インドから分離したイギリス領ビルマ植民地自治政府のバー・モウ政権を攻撃して、下院の不信任決議を主導した。それに代ったウー・プ政権に農相として入閣したが、1940年、閣僚でありながらウー・プの不信任案を通過させ、自らが植民地政府首相となった。
ビルマをカナダ、オーストラリアなどと同等の英連邦王国（ドミニオン、英連邦所属の英国王を元首とする独立国）とすべく、欧州での大戦勃発を交渉の好機として1941年9月にロンドンへ渡るが、ウィンストン・チャーチル首相以下の反応は鈍いものだった。そこでアメリカ合衆国に渡ってフランクリン・ルーズヴェルト大統領に協力を要請するも、対英関係の悪化を懸念してすげなく断られ、カナダ政府も同様であった。太平洋を横断してオーストラリア、ニュージーランド両政府に働きかけようと、飛行艇便でシンガポールに向かったが、給油のためハワイに到着したのが1941年12月7日であった。
真珠湾攻撃直後の日本の威力を垣間見て、サンフランシスコ経由でニューヨークから中立国であったポルトガルのリスボンへ12月29日に到着する。ここで、リスボン日本公使館へ、対日協力とビルマ独立政府の樹立支援を申し出た。
日本公使館は東京の外務省へ暗号電文を送ったが、米国海軍により全てが解読され、ウー・ソオの行動は英国政府へ通達された。
ビルマへの帰国便の飛行機から、パレスティナで1942年1月12日に拘束された。利敵行為で裁判を行う場合、証拠として日本の暗号電文の解読能力を開示せねばならず、戦争の遂行に影響を与えかねないとの判断から、極秘にウガンダへ抑留された（植民地首相職は1月19日解任）。
1946年になって、対日協力者の罪状を問わない英国政府の方針によって解放されたが、政治的にはすでに過去の人物となっていた。アウンサンの台頭に焦りを覚え英国総督に接近を図ったが、アウンサンと総督の妥協で失敗に終わり、行政参事会（自治政府内閣）委員に任命はされたものの、1947年に辞任に追い込まれている。

## アウンサン暗殺
アウンサン暗殺を企てる数か月前、ウー・ソオは車で帰宅途中に銃撃に遭い、目を負傷した。その後、ウー・ソオを取材したジャーナリストの・ウー・タウンによると、ウー・ソオは「私は敬虔な仏教徒として常に自分の敵を許している」と言いつつ、「しかし目を怪我した時は突き刺すような痛みだった。あいつらだけは許せない。あまりの痛さで許せなくなったよ」と述べた。アウンサンもウー・ソオを見舞ったが、ウー・ソオはアウンサンと反ファシスト人民自由連盟（AFPFL）の仕業だと信じて疑っていなかったのだという。
そして1947年7月19日、ウー・ソオは愛国党党員に行政参事会を襲撃させ、アウンサンを暗殺した。アウンサンを含む閣僚7名と官僚1名、護衛1名が犠牲となった。直後に政府首班となったウー・ヌにより逮捕され、裁判で死刑判決を受け1948年に処刑された。